# 拉波特 (加利福尼亞州)
拉波特（英語：La Porte）是位於美國加利福尼亞州普盧默斯縣的一個人口普查指定地區。

## 地理
拉波特的座標為39°40′55″N 120°59′05″W / 39.68194°N 120.98472°W，而該地最高點為海拔高度1518米（即4980英尺）。

## 人口
根據2010年美國人口普查的數據，拉波特的面積為11.544平方千米，當中陸地面積為11.544平方千米，而水域面積為0.000平方千米。當地共有人口26人，而人口密度為每平方千米2人。